# Jodikodihalli, Tarikere
Jodikodihalli là một làng thuộc tehsil Tarikere, huyện Chikmagalur, bang Karnataka, Ấn Độ.